# Anh-Linh Ngo
Anh-Linh Ngo (* 1974 in Kontum, Vietnam) ist ein Architekturtheoretiker, Kurator und Chefredakteur und Mitherausgeber der Zeitschrift Arch+.

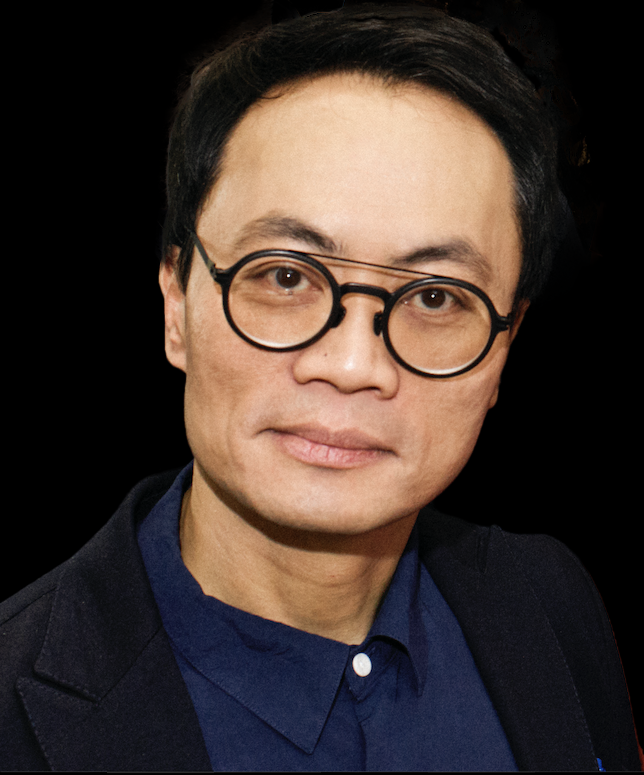
Anh-Linh Ngo, Vizepräsident der Akademie der Künste

Seit dem 25. Mai 2024 ist Anh-Linh Ngo in der Nachfolge von Kathrin Röggla Vizepräsident der Berliner Akademie der Künste.

## Werdegang
Anh-Linh Ngo studierte zwischen 1994 und 2002 Architektur an der RWTH Aachen und als DAAD-Stipendiat an der Newcastle University in Großbritannien. Im Anschluss an sein Studium war er bei Manfred Speidel wissenschaftlicher Mitarbeiter am Lehr- und Forschungsgebiet für Architekturtheorie der RWTH Aachen. Parallel zu seiner Lehrtätigkeit an der RWTH Aachen begann er ab 2002 unter der Leitung der Mitherausgeberin Sabine Kraft in der Aachener Redaktion der ARCH+ zu arbeiten. 2004 wechselte er auf eine Vollzeitstelle in die Berliner Redaktion, die er fortan zusammen mit Nikolaus Kuhnert leitete und neu ausrichte.

## Mitherausgeber und Chefredaktion
Nach dem Tod von Sabine Kraft und dem Rückzug von Nikolaus Kuhnert wurde Ngo 2016 Geschäftsführer, Mitherausgeber und Chefredakteur. 2018 gab Ngo den Standort Aachen auf und verlagerte den Verlag und die komplette Redaktion nach Berlin.

## Neuausrichtung der ARCH+
Auf die allgemeine Krise der Printmedien seit Beginn der 2000er Jahre durch die fortschreitende Digitalisierung und Dominanz des Internets reagierte Ngo, indem er zeitgemäße Vermittlungsformate einführte, die die Zeitschrift als eine außerakademische Form der Wissensproduktion und als Kulturproduzent neu aufstellte. Durch die Einführung von Veranstaltungsreihen wie die ARCH+ Features, Ausstellungen und anderen Diskursformaten hat er das Profil der Zeitschrift als öffentlichen Akteur gestärkt.
2008 war er in Zusammenarbeit mit Nikolaus Kuhnert und dem Art Director Mike Meiré für den Relaunch der ARCH+ verantwortlich.
Im Zentrum seiner Arbeit steht eine enge Vernetzung mit Universitäten und internationalen Forschern. In Kooperation mit Hochschulen, darunter der ETH Zürich, der Universität Kassel, der Universität Luxemburg, der Universität Stuttgart, der TU Wien oder auch mit Kulturinstitutionen wie dem Institut für Auslandsbeziehungen, dem Goethe-Institut, der Documenta, dem Haus der Kulturen der Welt, dem Architekturzentrum Wien und Deutsches Architekturmuseum konzipierte und realisierte Ngo gemeinsam Publikationen, Symposien, Seminare, Workshops und Ausstellungen. Zum engen Projekt-Netzwerk gehören u. a. Arno Brandlhuber, Beatriz Colomina, Florian Hertweck, Momoyo Kaijima von Atelier Bow-Wow, Philipp Oswalt, Stephan Trüby, Karin Wilhelm und Georg Vrachliotis.
Ein erstes größeres Projekt, das Ngo mitinitiierte und co-kuratierte war das Ausstellungs- und Veranstaltungsprojekt „The Making of Your Magazines“ (mit Nikolaus Kuhnert, Gregor Harbusch und Martin Luce), mit dem ARCH+ 2007 auf Einladung von Georg Schöllhammer am Zeitschriftenprojekt der Documenta 12 in Kassel teilnahm. Beteiligt waren u. a. Beatriz Colomina von der Princeton University, Rem Koolhaas von OMA, und Hans-Ulrich Obrist von der Londoner Serpentine Gallery.
2009 initiierte und co-kuratierte er die Ausstellung „Post-Oil City“ (mit Nikolaus Kuhnert, Christina Lennart und Ernst Gruber) in Zusammenarbeit mit dem Institut für Auslandsbeziehungen.
2010 initiierte er die Veranstaltungsreihe ARCH+ features zur Förderung des Architektur- und Stadtdiskurses, die er seitdem regelmäßig kuratiert.

## Gründung ARCH+ Verein und ARCH+ gGmbH
Ngo initiierte die Gründung gemeinnütziger Strukturen, um die Projektarbeit zu stärken und die ARCH+ auf eine gemeinwohlorientierte Arbeitsweise auszurichten.
2014 gründete er gemeinsam mit Nikolaus Kuhnert, dem Architekten Arno Brandlhuber, dem Art Director Mike Meiré, der Architekturtheoretikerin Angelika Schnell, dem Architekturtheoretiker Stephan Trüby und der Architektin Meike Weber den gemeinnützigen ARCH+ Verein zur Förderung des Architektur- und Stadtdiskurses e.V., dessen Vorstand er seitdem angehört.
Der Verein war Träger zahlreicher Projekte, beispielsweise des 5-jährigen Projekt Bauhaus, das Ngo 2015 bis 2019 gemeinsam mit Jesko Fezer, Christian Hiller, Philipp Oswalt, Joanne Pouzenc und Jan Wenzel initiierte und kuratierte. Das Forschungs-, Ausstellungs-, Publikations- und Veranstaltungsprojekt setzte sich im Vorfeld des 100. Jubiläums des Bauhauses im Rahmen von Konferenzen, Symposien, Ausstellungen und Publikationen mit der Ideengeschichte und dem Erbe der historischen Schule auseinander und wurde u. a. durch die Kulturstiftung des Bundes, die Bundeszentrale für politische Bildung, die Berliner Senatsverwaltung für Kultur und Europa gefördert.
Im Rahmen von Projekt Bauhaus war Ngo 2015 Mitorganisator der Konferenz „Kann Gestaltung Gesellschaft verändern?“ im Haus der Kulturen der Welt, Berlin; 2016 Mitorganisator des Symposiums „Kann Universalität spezifisch sein?“ in Kooperation mit der Heinrich-Böll-Stiftung, Berlin; 2017 Mitorganisator des Symposiums „Vom Bauhaus zum Silicon Valley“ im Haus der Kulturen der Welt, Berlin; 2018 Mitveranstalter der Sommerschule „Datatopia“ in Kooperation mit dem Lehrstuhl für Architekturtheorie des Karlsruher Institut für Technologie unter der Leitung von Georg Vrachliotis in der Floating University Berlin.
Highlight und Abschluss von Projekt Bauhaus war 2019 das in Kooperation mit der Volksbühne Berlin realisierte Musiktheaterstück „Das Bauhaus – Ein rettendes Requiem“ des Regisseurs und Musikers Schorsch Kamerun an der Volksbühne.
2018 gründete Ngo gemeinsam mit Nikolaus Kuhnert und dem zum Geschäftsführer berufenen Architekten Arno Löbbecke die gemeinnützige ARCH+ gGmbH, die seitdem die Forschungs- und Ausstellungsprojekte von ARCH+ bündelt.

## Aktuelle Projekte
Die von Ngo mitinitiierten und co-kuratierten Projekte üben starken Einfluss auf die Agenda des Architekturdiskurses und werden über die Fachkreise hinaus breit rezipiert. Zu den jüngsten Projekten gehören:
2018 die Tourneeausstellung „An Atlas of Commoning: Orte des Gemeinschaffens“ (mit Mirko Gatti, Christian Hiller, Max Kaldenhoff, Christine Rüb, Elke aus dem Moore und Stefan Gruber) in Kooperation mit dem Institut für Auslandsbeziehungen, der TU Berlin und der Carnegie Mellon University. Die Deutschlandpremiere fand vom 23. Juni bis 26. August 2018 im Kunsthaus Kreuzberg/Bethanien statt. Es folgten 2019 die Auslandspremiere in Pittsburgh/USA, in Kooperation mit dem Institut für Auslandsbeziehungen und der Carnegie Mellon University, sowie vom 27. Mai bis 20. Juni 2022 die Station an der Facultad de Arquitectura, Universidad de la República, Montevideo, Uruguay, in Kooperation mit dem Institut für Auslandsbeziehungen, dem „Walter Gropius“-Lehrstuhl (UBA, Fadu Buenos Aires – DAAD), Cultura_FADU_UdelaR, der Botschaft der Bundesrepublik Deutschland und dem Goethe-Institut Uruguay.
2019 „1989–2019: Politik des Raums im Neuen Berlin“ im Neuen Berliner Kunstverein (n.b.k.).
2020–2021 „Cohabitation: Solidarität von Tieren und Menschen im Stadtraum“ (mit Marion von Osten, Christian Hiller, Alex Nehmer und Peter Spillmann) im silent green Berlin.
2022 „Architectures of Cohabitation“ (mit Christian Hiller, Felix Hofmann, Alex Nehmer und Peter Spillmann) im SchauFenster Berlin.
2023 kuratierte er gemeinsam mit Florian Hertweck, Christian Hiller, Markus Krieger, Alex Nehmer und Milica Topalovic an der Akademie der Künste Berlin das Ausstellungs- und Publikationsprojekt „Die große Reparatur“ in Kooperation mit der Universität Luxemburg, der ETH Zürich und der Akademie der Künste (Berlin), die u. a. von der Kulturstiftung des Bundes gefördert wird. Von März bis Mai 2024 war die Ausstellung im Pavillon de l'Arsenal in Paris zu sehen.
Ebenfalls 2023 kuratierte Ngo zusammen mit ARCH+ (mit Franziska Goedicke, Christian Hiller, Melissa Koch) und den Architekturbüros SUMMACUMFEMMER (Anne Femmer und Florian Summa) und Büro Juliane Greb (Juliane Greb und Petter Krag) den Deutschen Pavillon auf der 18. Architekturbiennale.
2024 ist er Teil der Künstlerischen Leitung für das Projekt „VerhandelBar – unter Einschluss der Öffentlichkeit“, das in Kooperation mit der Initiative JustizzentrumErhalten/AbbrechenAbbrechen und dem Kollektiv PONR im Rahmen von Public Art München SOLO von Juli bis Oktober 2024 in München stattfindet.

## ARCH+ Space
Der Berliner Architekt Arno Löbbecke, der auch Geschäftsführer der ARCH+ gGmbH ist, hat in Zusammenarbeit mit Anh-Linh Ngo den ARCH+ Space in Deutschlands erster Gewerbebaugruppe, dem FRIZZ23, entworfen. Der ARCH+ Space kombiniert Redaktions- und Projektbüro mit Raum für öffentliche Veranstaltungen und privaten Wohnfunktionen. Im Zentrum des Entwurfs steht die Frage, wie Wohnen und Arbeiten als gesellschaftliche Funktionen neu gedacht, das binäre Denken von privat und öffentlich überwunden werden können. Der Grundriss des ARCH+ Space bietet die Möglichkeit, den Raum schnell und unkompliziert zwischen Privatheit und Gemeinschaft, Arbeit und Wohnen umzuorganisieren. Hier finden auch die öffentlichen ARCH+ Salons statt.

## Öffentliche Wirkung und Mitgliedschaften
Die von Ngo mitinitiierten Projekte wurden in der Tagespresse rezipiert und erreichten über das Fachpublikum hinaus eine breite Öffentlichkeit. Unter seiner Leitung wurde ARCH+ 2020 mit dem Kunstpreis der Akademie der Künste ausgezeichnet. Ngo ist seit 2022 Mitglied der Akademie der Künste (Berlin) in der Sektion Baukunst, seit Mai 2024 Vizepräsident der Akademie der Künste (Berlin), seit 2021 Beiratsmitglied für Bildung und Diskurse des Goethe-Instituts, seit 2021 Kuratoriumsmitglied der Akademie Schloss Solitude, seit 2018 Kuratoriumsmitglied der IBA 2027 StadtRegion Stuttgart. 2010 bis 2016 war Ngo Mitglied des Kunstbeirats des Instituts für Auslandsbeziehungen, für das er zwischen 2011 und 2018 die Tourneeausstellung „Post-Oil City“ initiierte und co-kuratierte.
Seit 2020 engagiert sich Anh-Linh Ngo im Forum Gemeinnütziger Journalismus, das es sich zum Ziel gesetzt hat, den gemeinwohlorientierten, nicht kommerziellen Journalismus in Deutschland zu stärken. Die Forderung des Forums, Rechtssicherheit für gemeinnützigen Journalismus zu schaffen, wurde von der Ampelkoalition nach der Wahl 2021 in den Koalitionsvertrag aufgenommen und soll in der laufenden Legislaturperiode umgesetzt werden. 2021 gründete er als Vertreter von ARCH+ gemeinsam mit Vertretern von CORRECTIV, GLS Treuhand, Hostwriter, Investigate Europe, KONTEXT: Wochenzeitung, netzpolitik.org, n-ost, taz Panter Stiftung, VOCER.org den gemeinnützigen Verein Forum Gemeinnütziger Journalismus e.V., dessen erweitertem Vorstand er als Beisitzer angehört.